# Hendersonia sarmentorum
Hendersonia sarmentorum är en svampart som beskrevs av Westend. 1851. Hendersonia sarmentorum ingår i släktet Hendersonia och familjen Phaeosphaeriaceae.

## Underarter
Arten delas in i följande underarter:
- mahoniae
- lauri